# Charles Coughlin

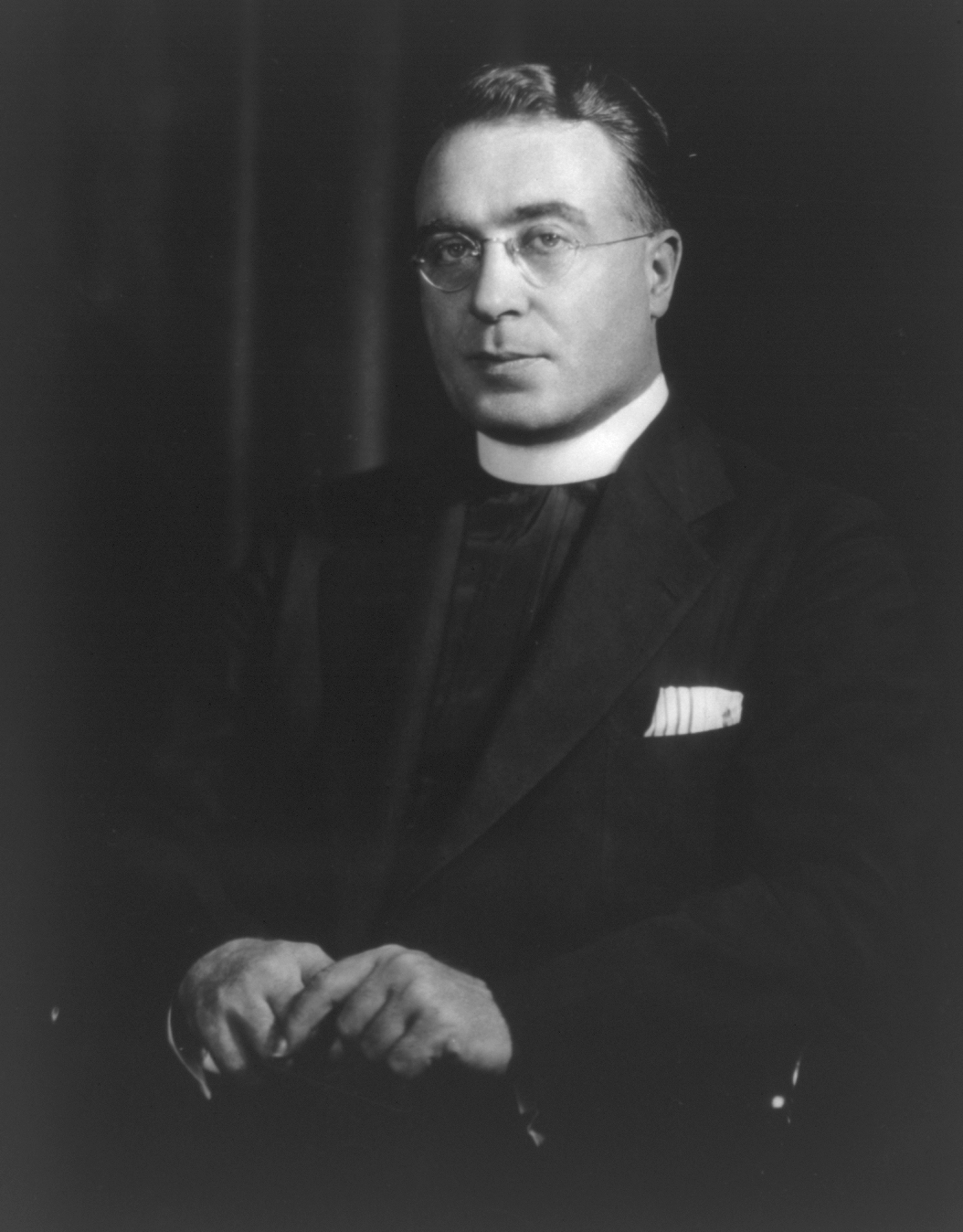
Charles Coughlin (1933)

Charles Edward Coughlin (* 25. Oktober 1891 in Hamilton, Ontario, Kanada; † 27. Oktober 1979 in Birmingham, Michigan, USA) war ein US-amerikanischer Priester der römisch-katholischen Kirche, der als Father Coughlin durch seine Predigten im Rundfunk und seine antisemitischen Positionen landesweite Bekanntheit erlangte.

## Leben
Der aus einer irischen Einwandererfamilie stammende Coughlin nutzte als einer der ersten Geistlichen das neue Medium Rundfunk. Ab 1926 wurden seine Predigten wöchentlich gesendet. Als begabter Prediger wurde er schnell populär, so erhielt er zeitweise wöchentlich bis zu 80.000 Hörerzuschriften. Politisch unterstützte er vor dem Hintergrund der Great Depression zunächst die Demokraten und die New Deal-Politik von Franklin D. Roosevelt, schwenkte aber dann auf eine Mittelposition zwischen der keynesianischen Regierungspolitik und der von Republikanern propagierten Laissez-faire-Politik um.
Ab Mitte der 1930er-Jahre begann Coughlin private Banken im Allgemeinen und die Federal Reserve Bank und die Wall Street im Besonderen für die offensichtlichen ökonomischen Probleme der USA verantwortlich zu machen. Auf politischer Ebene gründete er die National Union for Social Justice und die Union Party, welche sich, gestützt auf die Popularität Coughlins, mit ihrer Anti-Banken-Rhetorik vor allem an die Farmer im Mittleren Westen der USA zu wenden versuchte. Die Partei scheiterte allerdings bei den Wahlen; anstelle anvisierter 9 Millionen Stimmen erhielt William Lemke, der Präsidentschaftskandidat, nur als enttäuschend empfundene 900.000 Stimmen.
Nach 1936 nahmen die antisemitischen Elemente einen immer größeren Raum in Coughlins Predigten und Artikeln ein. Er warf den Juden vor, „Gottesmörder“ zu sein und machte sie für Kapitalismus, Liberalismus und Kommunismus verantwortlich. In seiner Zeitung Social Justice druckte er die Protokolle der Weisen von Zion ab und kurz nach der Reichspogromnacht 1938 bezeichnete er diese als Folge der Verfolgung von Christen durch Juden, wofür er von der Presse im Dritten Reich gefeiert wurde. Am 18. Dezember 1938 organisierte Coughlin eine Demonstration in New York gegen die Aufnahme geflüchteter Juden aus Nazideutschland; dieser Demonstration folgte eine sich über Monate hinziehende antisemitische Hetzkampagne; nach FBI-Angaben erhielt Coughlin dabei materielle Unterstützung seitens deutscher Stellen. 1938 drohte er den Juden eine noch härtere Behandlung als in Deutschland an. Ein sog. Christian Index sollte der Identifizierung von Geschäften christlicher Inhaber dienen und dabei helfen, jüdisch geführte Geschäfte zu boykottieren; der hierbei verwendete Slogan war: „Buy Christian!“ Ein weiteres Projekt Coughlins war in dieser Zeit die Organisation Christian Front, welche eine autoritäre Diktatur anstrebte und Waffenlager (mit dem Ziel, jüdische Einrichtungen und die Federal Reserve anzugreifen) anlegte. Als das FBI diese Aktivitäten 1940 aufdeckte, wurde die Christian Front aufgelöst. Das Ansehen Coughlins in der Öffentlichkeit war stark in Mitleidenschaft gezogen.
Unterstützung erhielt Coughlin auch von den Isolationisten des America First Committee, wie dem patriotischen jüdischen Chicagoer Milton Mayer. In einem Beitrag „The Case against the Jew“ zu einer Artikelserie der „Saturday Evening Post“ richtete er sich gegen „die hastigen und unfruchtbaren Assimilationsversuche der Juden“ und forderte für die Juden in den Vereinigten Staaten die Ghettoisierung. „Coughlin zu denunzieren wird ihn (den Juden) nicht retten. Die Zerstörung Hitlers wird ihn nicht retten. Alle diese trügerischen Hoffnungen sind auf den großen Irrtum von seiner Anpassungsfähigkeit gegründet.“ Hannah Arendt und Joseph Maier antworteten am 3. April 1942 in der Emigrantenzeitung „Aufbau“ auf Milton Mayers Beitrag mit dem Artikel „Cui Bono?“: 

„Um das jüdische Volk aber heute, in der Zeit seiner größten Not, zu kritisieren, muß man legitimiert  sein. Für die Legitimation genügt es nicht einmal, niemals mit den Feinden seines Volkes an einem Tisch gesessen zu haben. Sie kann nur erwachsen aus jenem leidenschaftlichen Einsatz für die Zukunft des Volkes, dem es um mehr geht als um die Seelenrettung isolierter Individuen. Selbstkritik  ist nicht Selbsthaß. Die Kritik des jüdischen Patrioten am eigenen Volk hat den Zweck, das Volk auf den Kampf besser vorzubereiten. Solche Rebellion kann nie schaden. Der fragwürdige Mut von Milton Mayer zur halben Wahrheit hilft nur der frechen Lüge der Antisemiten. Wer uns, wie er, ins Ghetto zurückjagen will, und sei es  wie  immer ausgeputzt mit zusammengestückten Lumpen aus der Rumpelkammer der Theologie, hat sich selbst ausgeschlossen  aus den Reihen derer, auf die wir, das Volk, zu hören bereit sind.“

1942 musste Coughlin, aufgrund des steigenden öffentlichen Drucks (er bekam aufgrund des Sedition Act of 1918 Auftrittsverbot und durfte seine Zeitschrift nicht mehr über den United States Postal Service versenden) und eines Rede- und Schreibverbotes seitens der katholischen Kirche, seine Radio-Sendungen einstellen und zog sich auf seine Aktivität als Gemeindepfarrer in Royal Oak im Oakland County zurück. Während seiner letzten Jahre schrieb Coughlin gegen den Kommunismus und die Reformen des Zweiten Vatikanischen Konzils.